# 依田伴蔵
依田 伴蔵（よだ ばんぞう、文政6年3月23日（1823年5月3日） - 慶応2年7月9日（1866年8月18日））は、江戸時代後期の武士（宮津藩士）。諱は直恒、号は翠竹。

## 経歴
丹後宮津藩士に生まれる。少壮より藩主・松平宗秀の信任を得て、京都の鈴木恕平に経学を学ぶ。のち江戸に遣わされ、幕府講武所頭取・窪田源太夫より山鹿流兵学と窪田派田宮流の剣術を習得する。帰国後は藩主より軍政改革を委任され、軍監として風紀を刷新、軍務一切を掌握し、門弟を集めて兵学、剣術を指導した。
慶応2年（1866年）の第二次長州征討に従軍する。両軍が山陽道の難所である安芸国大野村四十八坂で対峙中の7月9日、幕府軍は長州軍への和平の軍使として依田の派遣を決定する。依田は猩猩緋の陣羽織を着て、双眼鏡を携えて馬に乗り、ただ一人で長州陣に向かったが、戦闘員と見誤った長州軍に狙撃され、「残念」の言葉を残して絶命した。
長州軍は依田が和平の軍使と知って遺憾の意を表し、墓標を建てて懇ろに葬り、地元の人は依田を悼しみ、依田伴蔵を祀る「残念さん」と言われる神社を建てた。社には「命を奉げて単騎敵営に向かう　哀心願う所は只和平　惜しいかな涙を呑んで道中散る斃（たおれ）る　暮畔長に留る残念の声」と説明が書かれており、供養祭が開かれている。

## 系譜
- 長男：依田広太郎（陸軍中将）